# Валя-Шесій (Лупша, Алба)
Валя-Шесій (рум. Valea Șesii) — село у повіті Алба в Румунії. Входить до складу комуни Лупша.
Село розташоване на відстані 310 км на північний захід від Бухареста, 42 км на північний захід від Алба-Юлії, 52 км на південний захід від Клуж-Напоки.

## Населення
За даними перепису населення 2002 року у селі проживали 63 особи, усі — румуни. Усі жителі села рідною мовою назвали румунську.